# Les Boucaniers (film, 1958)
Pour les articles homonymes, voir Les Boucaniers et The Buccaneer.
Pour plus de détails, voir Fiche technique et Distribution.
Les Boucaniers (titre original : The Buccaneer) est un film d'aventures américain réalisé par Anthony Quinn en 1958.
C'est à la fois une nouvelle adaptation du roman Laffite the Pirate de Lyle Saxon (qui s'inspire de l'histoire vraie du corsaire Jean Laffite et de son "royaume de Barataria) et un remake du film Les Flibustiers, lui-même adapté du même roman. C'est aussi le seul film réalisé par l'acteur Anthony Quinn (Viva Zapata!, Lawrence d'Arabie, Zorba le grec...).

## Synopsis
Installé à La Nouvelle-Orléans, le flibustier français Jean Laffite contrôle toute la région, et tente de rester neutre dans le conflit qui oppose Américains et Britanniques. Mais son amour pour la fille du gouverneur Clairborne va l'obliger à prendre parti et à s'engager au côté du général américain Andrew Jackson.

## Fiche technique
- Titre : Les Boucaniers
- Titre original : The Buccaneer
- Réalisation : Anthony Quinn
- Assistants réalisateurs : Francisco Day, Bernard McEveety et Arthur Rosson (non crédité)
- Scénario : Jesse L. Lasky Jr. et Bernice Mosk, d'après le roman Laffite the Pirate (1930) de Lyle Saxon (en) et d'après le film Les Flibustiers
- Photographie : Loyal Griggs
- Montage : Archie Marshek
- Musique : Elmer Bernstein
- Costumes : Edith Head, John Jansen, Ralph Jester
- Effets spéciaux : John P. Fulton
- Décors : Sam Comer, Ray Moyer
- Producteurs : Cecil B. DeMille, Henry Wilcoxon
- Société de production : Paramount Pictures
- Société de distribution : Paramount Pictures
- Budget : 5 millions de $
- Langue : anglais
- Format : Vistavision 1:85 couleur
- Genre : Film dramatique, Film d'aventures, Film historique, Film de guerre
- Durée : 120 minutes
- Dates de sortie :
  - États-Unis : 1er décembre 1958
  - France :  6 novembre 1959

## Distribution
- Yul Brynner  (V.F : Georges Aminel) : Jean Lafitte
- Charlton Heston  (V.F : Raymond Loyer) : Le général Andrew Jackson
- Claire Bloom  (V.F : Monique Melinand) : Bonnie Brown
- Charles Boyer  (V.F : Jean Davy) : Dominique You
- Inger Stevens  (V.F : Martine Sarcey) : Annette Claiborne
- Henry Hull  (V.F : Camille Guérini) : Ezra Peavey
- E.G. Marshall  (V.F : Maurice Dorléac) : Le gouverneur William C. C. Claiborne
- Lorne Greene  (V.F : Claude Peran) : Mercier
- Ted de Corsia  (V.F : Emile Duard) : Le capitaine Rumbo
- Douglass Dumbrille  (V.F : Louis Arbessier) : Le percepteur du port
- Friedrich von Ledebur : Le capitaine Bart
- Kathleen Freeman : Tina
- Mike Mazurki : Tarsus
- Robert Warwick  (V.F : Jacques Berlioz) : Le capitaine Lockyer
- Woody Strode : Sorro
- Robert F. Simon (V.F : Jean Martinelli) : Le capitaine Brown
- George Mathews  (V.F : Jean Clarieux) : Pyke
- Leslie Bradley  (V.F : Jacques Thebault) : Le capitaine McWilliams
- Bruce Gordon  (V.F : Jean Violette) : Gramby
- Barry Kelley (V.F : Fernand Fabre) : Le commodore Patterson
- Jerry Hartleben  (V.F : Linette Lemercier) : Le petit Miggs
- Onslow Stevens  (V.F : Jean-Henri Chambois) : Phipps, inspecteur des douanes
- Paul Newlan (en)  (V.F : Pierre Morin) : Le capitaine Flint
- Harry Shannon (V.F : Richard Francoeur) : Jim Carithers, capitaine du Corinthian
- Charles Meredith : Le sénateur âgé
- Alberto Morin : Le major Latour
- Jean De Briac : M. Hillaire
- Norma Varden (VF : Hélène Tossy) : Mme Hillaire
- Lane Chandler : Un homme des bois
- Chief Yowlachie : Un indien choctaw
- John Dierkes : Le diacre
- Frank Hagney : Un pirate à Barataria
- Josephine Whittell : La douairière
- Harlan Warde : Aide navale de Patterson